# The lady's not for turning
The lady's not for turning var en fras i ett den brittiske högerpolitikern Margaret Thatchers mest kända politiska tal, under hennes första period som premiärminister, och som även kommit att beteckna talet ifråga som helhet. Talet hölls den 10 oktober 1980 och med ordvalet ville hon markera att hon inte avsåg att göra någon politisk U-sväng bort från liberaliseringspolitiken, vilket ett antal kommentatorer och även Konservativa partiets förra partiledare Ted Heath krävt. Kritikerna, inklusive personer i det egna partiet, betonade att arbetslösheten hade ökat från 1.5 miljoner till 2 miljoner under det sista året och att ekonomin var fallande.